# Iphicara socors
Iphicara socors är en insektsart som först beskrevs av Géza Horváth 1910.  Iphicara socors ingår i släktet Iphicara och familjen Dictyopharidae. Inga underarter finns listade i Catalogue of Life.